# حصار الجزيرة الخضراء (1342)
حصار الجزيرة الخضراء هو حصار فرض على الجزيرة الخضراء سنة 1342 من قبل القوات القشتالية تحت قيادة ألفونسو الحادي عشر مدعومة بأساطيل من أراغون وجنوى خلال حروب الاسترداد في شبه الجزيرة الايبيرية، وذلك بهدف نزع المدينة من الدولة المرينية، وكانت الجزيرة الخضراء تعتبر الميناء الرئيسي في الجهة الأوروبية من مضيق جبل طارق. استمر الحصار مدة 20 شهرا، عانى خلالها سكان المدينة، حوالي 30,000 بين المدنيين والجنود، من حصار شديد منع دخول المواد الغذائية والمؤن إلى المدينة. في 26 مارس 1344، بعد هزيمة جيش مملكة غرناطة في سهول بالمونبيس، والذي كان متجها إلى انقاد الجزيرة الخضراء من الحصار، استسلمت المدينة الأوروبية المرينية، وضمت إلى مملكة قشتالة.